# Stošíkovice na Louce
Stošíkovice na Louce (en allemand : Tesswitz an der Wiese) est une commune du district de Znojmo, dans la région de Moravie-du-Sud, en République tchèque. Sa population s'élevait à 292 habitants en 2020.

## Géographie
Stošíkovice na Louce se trouve à 10 km au sud-ouest de Miroslav, à 13 km l'est-nord-est de Znojmo, à 44 km au sud-ouest de Brno et à 184 km au sud-est de Prague.
La commune est limitée par Vítonice au nord, par Oleksovice à l'est, par Lechovice et Práče au sud, et par Prosiměřice à l'ouest et au nord-ouest.

## Histoire
La première mention écrite de la localité date de 1360.